# Atachycines minuta
Atachycines minuta är en insektsart som först beskrevs av Lucien Chopard 1916.  Atachycines minuta ingår i släktet Atachycines och familjen grottvårtbitare. Inga underarter finns listade i Catalogue of Life.